# Un tranvía llamado Deseo (obra de teatro)
Un tranvía llamado Deseo (A Streetcar named Desire) es una obra clásica del teatro estadounidense, considerada la obra maestra del dramaturgo Tennessee Williams, ganadora en 1948 del Premio Pulitzer en la categoría Drama.

## Generalidades
Considerada una de las obras más importantes de la literatura estadounidense, Un tranvía llamado Deseo (1947) cuenta la historia de Blanche DuBois, una dama sureña con delirios de grandeza, refugiada en un mundo inventado, presumida, altanera y desequilibrada, y Stanley Kowalski, su rudo cuñado, miembro de la clase inmigrante proletaria, que en esos tiempos incrementaba su influencia y determinación en la sociedad estadounidense (véase Historia de los Estados Unidos (1918-1945).
Estrenada en Broadway el 3 de diciembre de 1947, su última representación fue el 17 de diciembre de 1949 en el Teatro Ethel Barrymore. La producción de Broadway fue dirigida por Elia Kazan y protagonizada por Marlon Brando, Jessica Tandy (luego reemplazada por Uta Hagen), Kim Hunter y Karl Malden. La obra ganó el Premio Tony por el trabajo de Jessica Tandy como Mejor Actriz en 1948.
En 1951, la película Un tranvía llamado Deseo, basada en la obra y dirigida también por Elia Kazan, ganó varios premios, entre ellos un Oscar en la categoría de Mejor Actriz, por la actuación de Vivien Leigh como Blanche DuBois.
En 1995, se estrenó una ópera basada en la historia de Un tranvía llamado Deseo, con música de André Previn y con Renée Fleming como Blanche.

## Argumento
La característica principal de esta obra es el enfrentamiento de dos culturas. Blanche DuBois, una atractiva y desequilibrada mujer del Sur estadounidense al final de su juventud, con prejuicios y sentimientos de altivez, cuyas pretensiones de virtud y educación ocultan su alcoholismo, va de visita al apartamento de su hermana Stella en Nueva Orleans.
Blanche viene de una familia de clase acomodada. Su hermana Stella está casada con un obrero de origen polaco, y los dos viven en un patio de vecinos junto a otros inmigrantes. Este edificio se encuentra en la Elysian Fields Avenue (ver Avenida de los Campos Elíseos de París) y se llega a ella usando la ruta de tranvía llamada Deseo.
Con la noticia de que su antigua plantación (Belle Rêve, traducción de Sueño Hermoso o mejor Bello Sueño en francés), en Laurel, Misisipi, se ha perdido debido a la mala gestión llevada a cabo por sus ancestros (en inglés, en el original, el término usado para describir la gestión es intencionalmente ambiguo, epic fornications). Blanche llega a la casa de Stella, quien teme la reacción de su esposo Stanley. Blanche les explica que su jefe le ha sugerido unas vacaciones para calmar sus nervios, cuando en realidad había sido despedida al haberse descubierto que tuvo una aventura sexual con uno de sus estudiantes. Este hecho, añadido a otros similares, habían arruinado su reputación, por lo que había decidido escapar de Laurel. Posteriormente se da a conocer que Blanche había descubierto que su esposo había tenido una aventura homosexual al principio de su matrimonio; esta tragedia había desembocado en el suicidio de este y la confusión de la realidad con la fantasía en la mente de ella.
Blanche no puede entender cómo es posible que su hermana, perteneciente a una familia de cierta reputación, se haya casado con un polaco proletario, bebedor y jugador de cartas. Stella de alguna manera se ha acostumbrado a la vida vulgar y ordinaria de aquel ambiente, y ha renunciado a los refinamientos de que había disfrutado en la mansión familiar. Stanley, por otra parte, es un hombre lleno de energía con una presencia varonil, práctica y tosca. Él domina totalmente a Stella y abusa de ella física y emocionalmente. Stella, no obstante, tolera este comportamiento debido a la atracción, casi animal, que siente por su marido.
La llegada de Blanche interfiere en la vida de su hermana y su cuñado, ya que su estancia en la casa provoca aún más peleas en la pareja. Blanche comienza una relación con un amigo de Stanley, Harold Mitchel (Mitch), un gigantón sentimental a quien Blanche le confiesa parte de su vida y su tragedia. Mitch, atraído por su fragilidad y feminidad, piensa casarse con ella. Stanley, por su parte, descubre el pasado de Blanche a través de un compañero de trabajo que viajaba frecuentemente a Laurel. Stanley se enfrenta a Blanche y le echa en cara todo lo que había hecho, acusándola de que su carácter le estaba arruinando la vida a él y a su esposa. Sin embargo, su intento por desenmascararla es cruel y violento.
Existe una atracción oculta pero poderosa entre Blanche y Stan, cada uno de ellos está acostumbrado a mantener el control de la situación a su alrededor, lo que aumenta las tensiones entre ambos. Su atracción va en contra de los valores morales y culturales de los dos; sus conflictos representan el conflicto entre los grupos sociales a los que representan: la fuerza bruta de la naturaleza es tan poderosa como los prejuicios morales.
Su inevitable pelea final da como resultado la eclosión de todas las emociones de Blanche, quien aparentemente termina internada en una institución mental. Al final de la obra, Blanche pronuncia la frase más recordada del personaje: "Siempre he dependido de la amabilidad de los extraños", con lo que rememora todos los engaños que había sufrido al intentar que algún hombre la rescatase.

## Versiones teatrales

### Producción original de Broadway
La producción original de Broadway fue producida por Irene Mayer Selznick y dirigida por Elia Kazan. Su estreno fue en el teatro Shubert en New Haven, antes de mudarse al Teatro Ethel Barrymore, el 3 de diciembre de 1947. Selznick originalmente quería que los protagonistas fuesen Margaret Sullavan y John Garfield, pero finalmente fueron Marlon Brando y Jessica Tandy, no muy famosos en esa época. Además, la obra contó con Kim Hunter como Stella y Karl Malden como Mitch. Más tarde, Uta Hagen reemplazó a Tandy, y Anthony Quinn tomó el lugar de Brando. Hagen y Quinn hicieron la obra en todo el país hasta regresar a Broadway para continuar con sus trabajos. Tandy recibió un premio Premio Tony en la categoría de Mejor Actriz de Teatro, y la producción no recibió más nominaciones a estos premios.
La actuación de Brando causó que la audiencia simpatizara con Stanley en las primeras escenas de la obra, al menos hasta antes de donde el personaje comienza a ser violento con Blanche. Brando, además, actuó también en la película basada en la obra. La versión en gira nacional protagonizada por Uta Hagen y Anthony Quinn fue dirigida por Harold Clurman.

### Producción de Londres
Vivien Leigh, quien ganó un premio Oscar por la película Un tranvía llamado Deseo, apareció en una producción londinense de 1949, en el Teatro Aldwych, dirigida por su esposo, Laurence Olivier. Bonar Colleano personificó a Stanley.

### Versiones posteriores
Tallulah Bankhead, a quien Tennessee Williams tenía en mente al escribir la obra, fue protagonista de una producción de la obra de la New York City Center Company de 1956. En la obra, presentada en el Coconut Grove Playhouse, en Miami, Gerald S. O'Loughlin personificaba a Stanley y Frances Heflin a Stella. La producción no fue bien recibida y fue cancelada tras 16 representaciones.
La primera versión de Broadway después de la original se estrenó en 1973. La producción estuvo a cargo del Lincoln Center y se representó en el Teatro Vivian Beaumont, con Rosemary Harris como Blanche y James Farentino como Stanley. Sólo dos meses después de la última representación, el director artístico del Lincoln Center, Jules Irving, dirigió otra versión, esta vez en el Teatro St. James, con Lois Nettleton como Blanche y Alan Feinstein como Stanley. La esposa de Irving, Priscilla Pointer, también participó en la producción.
En 1974, en el Teatro Piccadilly de Londres, se representó otra versión, con Claire Bloom como Blanche, Martin Shaw como Stanley, Joss Ackland como Mitch y Morag Hood como Stella.
En 1997, varios teatros de Estados Unidos produjeron nuevas versiones de la obra, en el festejo de los 50 años del estreno de la original.
Glenn Close y luego Jessica Lange y Natasha Richardson protagonizaron otra versión londinense, representada en el Teatro Royal National, en 2002. La producción fue dirigida por Trevor Nunn, y sus protagonistas fueron Iain Glen como Stanley, Essie Davis como Stella y Robert Pastorelli como Mitch.
En 2009 Liv Ullmann dirigió en Nueva York (Brooklyn Academy of Music, BAM) a Cate Blanchett (DuBois) y a Joel Edgerton.

### Versiones en español
El 6 de mayo (o el 4 de diciembre) de 1948 el grupo Teatro de la Reforma, dirigido por Seki Sano, la estrenó en el Teatro de Bellas Artes de la Ciudad de México, con una producción del Instituto Nacional de Bellas Artes (por entonces dirigido por Salvador Novo) que incluyó, en el elenco, a María Douglas como Blanche, papel que la elevó a la categoría de diva en su país, y a Wolf Ruvinskis, en su presentación estelar. Se dice que produjo un gran impacto "la actuación de los actores que se metían entre el público" y que el propio autor declaró que esta representación en México resultaba superior a la de Broadway.
El 7 de julio de 1952 se estrenó en Buenos Aires protagonizada por Mecha Ortiz, Carlos Cores, Aída Luz, Alberto de Mendoza y dirigida por Luis Mottura en el Teatro Casino y música de Enrique Villegas. Se repuso en el 2011 con dirección de Daniel Veronese y Diego Peretti y Erica Rivas En Montevideo fue protagonista Estela Medina dirigida por Júver Salcedo en 1981 en la Comedia Nacional uruguaya en el Teatro Solís actuando Nelly Weissel, Jorge Triador, Gloria Demassi, Delfi Galbiati, Dumas Lerena y Duilio Borch.
En España se estrenó en 1961, en el Teatro Reina Victoria de Madrid, con Asunción Sancho (Blanche), Julieta Serrano, Wolf Ruvinskis, Antonio Amorós, Olga Peiró, Mary Paz Ballesteros, Francisco Valladares y Ana del Arco.
Se repuso en 1994, protagonizada por Ana Marzoa (Blanche), Natalia Dicenta, Pedro Mari Sánchez, Alberto Jiménez, Jacobo Dicenta y Natalia Duarte, dirigidos por José Tamayo Rivas.
En 2010, Mario Gas dirigió una nueva versión en el Teatro Español, con Vicky Peña (Blanche), Ariadna Gil, Roberto Álamo y Alberto Iglesias.
El año 2014 en Chile, el Centro Cultural GAM vuelve a montar la pieza estadounidense, que tuvo su primera versión el año 1978, con Malú Gatica y John Knuckey en los papeles de Blanche y Stanley, y que no había sido vuelto a realizar desde el 2001. La puesta en escena corrió en manos del actor Alfredo Castro, que también estuvo a cargo de la adaptación del texto, y tuvo a la destacada actriz Amparo Noguera en la piel de Blanche Dubois, y a Marcelo Alonso como Stanley Kowalsky. Se eliminó roles secundarios para centrarse en los 4 personajes principales (Blanche, Stanley, Stella, Mitch), se suprimieron referencias a la cultura estadounidense de los años 40, como la ciudad de Nueva Orleans, limpiando referencias temporales y espaciales. El director monta la obra con citas a distintas épocas y estilos teatrales. La obra fue todo un éxito, alabada por el público como receptora de excelentes críticas, lo que permitió que fuese remontada por segunda vez, con el mismo reparto, el primer trimestre del 2015.
En Cuba en 1948 fue dirigida por Modesto Centeno, con el Patronato del Teatro. Marlon Brando asistió aun cuando no existía aún la versión cinematográfica. "El público desborda el Auditórium, escribe la española Matilde Muñoz en El Siglo, primera nota de la sección firmada por Selma Barberi. Se veían “las conocidas cabezas de todos los estrenos, toda la Habana de las grandes solemnidades.[...] Los aplausos más calientes sonaron donde debieron sonar: en el momento ciego y brutal en que Stanley atropella a Blanche”. En el reparto. Dirección. Modesto Centeno. Trad. Roberto Bourbakis. Escenografía. Luis Márquez. Luminotecnia. Armando Soler. Sonido Prellezo. Blanche. Marisabel Sáenz. Stella. Violeta Casal. Stanley. Sergio Doré. Harold. Eduardo Egea. Steve. Ricardo Lima. Eunice. Carmen Varela. viernes 9 de julio de 1948. (Muñoz, Matilde. (Selma Barberi) “Un tranvía llamado Deseo fue la obra más discutida del año”. El Siglo, 21 de julio de 1948).
En 1965 esta obra tuvo una versión interpretada por Raquel Revuelta y Enrique Allmirante, dirigida por Roberto Garriga. En 1966 también la montó Modesto Centeno, con Adela Escartín, Eduardo Moure y Liliam Llerena.
En 2011 se presentó en Uruguay, bajo la dirección de Roberto Jones, con las actuaciones de Victoria Rodríguez, Álvaro Armand Ugón, Natalia Chiarelli y Alejandro Martínez.

### En otros idiomas
En Francia la obra se estrenó bajo el título de Un tramway nommé Désir en 1948. Un año después la célebre Arletty se hacía con el personaje de Blanche en un montaje para el Théâtre Édouard VII a cargo de Raymond Rouleau y con Héléna Bossis (Stella Kowalski) y Yves Vincent (Stanley Kowalski). Destaca también la versión dirigida en el Teatro del Odéon (París) por Krzysztof Warlikowski en 2010, con Isabelle Huppert (Blanche DuBois), Andrzej Chyra (Stanley Kowalski) y Florence Thomassin (Stella).
Fue estrenada en Italia como Un tram che si chiama Desiderio en el Teatro Eliseo de Roma el 21 de enero de 1949, con dirección de Luchino Visconti, escenografía de Franco Zeffirelli e interpretación de Rina Morelli, Vittorio Gassman, Vivi Gioi y Marcello Mastroianni.
En lengua alemana se titula Endstation Sehnsucht y fue representada por primera vez en Schauspielhaus Zürich (Suiza) el 10 de noviembre de 1949.
En Andorra, en catalán, fue estrenada por la Escena Nacional de Andorra en el año 2008 "Un tramvia anomenat desig" dirigido por Esther Nadal y con el reparto de Pepa Plana, Jorge Picó, Hans Richter, Irina Robles, David Verdaguer y Sergi Vallès.

## Adaptaciones en cine
En 1951, Elia Kazan dirigió la versión fílmica basada en la obra teatral que él también dirigió en su estreno. Las referencias a la homosexualidad de Allan Gray prácticamente se eliminaron, debido a la censura de la época: en esa ocasión se explicó el suicidio de Gray por su "debilidad".
La obra es una referencia central en la película de Pedro Almodóvar Todo sobre mi madre, de 1999, donde se puede ver que varios personajes de reparto preparan una versión de la obra. Lo interesante es que los diálogos de la obra están basados en la película de 1951 y no en la obra original.

## Otras adaptaciones

### Opera y ballet
En 1995, la ópera Un tranvía Llamado Deseo, compuesta por André Previn con un guion de Philip Littell, nombrada así por la obra de Tennessee Williams, se estrenó en la Ópera de San Francisco durante las temporadas de 1998-1999. Renée Fleming hizo el papel de Blanche.
Una producción de ballet de 1952 se estrenó en el Teatro Her Majesty de Montreal, con música de Alex North, quien también compuso la música de la película.

### Producciones televisivas
En 1955, el programa televisivo Omnibus realizó una versión de la obra con Jessica Tandy como Blanche, y su esposo, Hume Cronyn, como Mitch. Sólo se emitieron los fragmentos de la obra que involucraban a ambos personajes.
La versión oficial televisiva de la obra, múltiple ganadora de premios Emmy, presentó a Ann-Margret como Blanche, Treat Williams como Stanley, Beverly D'Angelo como Stella y Randy Quaid como Mitch. Fue dirigida por John Erman y adaptada a la televisión por Oscar Saul. La música fue compuesta por Marvin Hamlisch. Ann-Margret, D'Angelo y Quaid tuvieron nominaciones a los Emmy, pero no ganaron. El programa sí ganó cuatro Emmys, entre ellos uno para la fotografía de Bill Butler. Ann-Margret ganó un Globo de Oro por su actuación y Treat Williams fue nominado en la categoría Mejor Actor de Miniserie o Película para TV.
En 1995, se emitió otra versión televisiva basada en la producción de Broadway, cuyos protagonistas fueron Alec Baldwin y Jessica Lange como Stanley y Blanche, respectivamente, y John Goodman y Diane Lane como Mitch y Stella. La producción fue dirigida por Glenn Jordan. Baldwin, Lange y Goodman recibieron nominaciones para los premios Emmy y Lange ganó un Globo de Oro (por Mejor Actriz de Miniserie o Película para TV), mientras que Baldwin fue nominado para Mejor Actor pero no ganó.
En 1998, PBS emitió una versión grabada de la ópera basada en la obra, en la cual participaba el elenco original del San Francisco Opera. El programa recibió un premio Emmy en la categoría Mejor Música Clásica en un Programa de TV.

### A Streetcar Named Marge
En un episodio de la cuarta temporada de la serie animada Los Simpson, titulado "A Streetcar Named Marge", los personajes realizan una versión musical de Un tranvía llamado Deseo. La producción musical en el programa fue nombrada Oh! Streetcar!.

### Todo sobre mi madre
La trama de la película Todo sobre mi madre, dirigida por el español Pedro Almodóvar, gira en torno a la obra de teatro Un tranvía llamado Deseo; en la misma, Marisa Paredes interpreta a la actriz Huma Rojo, quien a su vez interpreta a Blanche en la obra, en tanto Manuela, el personaje de Cecilia Roth sustituye, por circunstancias de la historia, a otra actriz en el papel de Stella.

### Concurso en las calles de Nueva Orleans
Cada año, a la entrada de la primavera, se lleva a cabo un concurso en Nueva Orleans en el que los participantes representan a Stanley Kowalski en la escena en la cual llama a su mujer a gritos. 'Stella' se encuentra con la vecina del segundo piso cuando Stanley grita su nombre desde abajo con la camiseta hecha jirones.

## Análisis y críticas

### Premios y reconocimientos
Después de más de medio siglo de haber sido creada, esta obra se sigue representando en diversos teatros alrededor del mundo. Al final de su estreno en Broadway, Nueva York, el 3 de diciembre de 1947, el público se mantuvo en un momento de tenso silencio, para después desbordarse en un aplauso que duró 30 minutos.
Es considerada la obra de teatro más importante del siglo XX por la Asociación Estadounidense de Críticos de Teatro. Además, le valió el premio Pulitzer de Drama en 1948 a Tennessee Williams. Obtuvo siete nominaciones y un premio Tony en 1948.
El filme obtuvo cuatro premios Oscar y ocho nominaciones en 1952, el premio de la Academia Británica de 1953, tres Globos de Oro y ocho nominaciones,
el premio Jussi de Finlandia en 1952,
el premio de New York Film Critics Circle Awards en 1951,
un premio especial de Sant Jordi en España en 1957, y un par de premios en la bienal de Venecia en 1951.

### El papel de Nueva Orleans
Se sabe que Tennessee había trabajado en la obra de teatro mucho tiempo. El nombre había cambiado desde La paloma a La silla de Blanche en la luna, entre otros. Cuando el autor se mudó a su nuevo apartamento en Nueva Orleans la obra se llamaba La noche de póker. Inicialmente la historia se desarrollaba en Chicago o en Atlanta, pero no pasó mucho tiempo para que su nueva ciudad, Nueva Orleans, se convirtiera en alimento espiritual y fuente de inspiración, que naturalmente hizo su presencia en el argumento.
En su nuevo apartamento, Tennessee podía escuchar el sonido de dos tranvías, el de la ruta "Deseo" que iba por la calle 'Real', y el de la ruta "Cementerios", que iba por el 'Canal'. Tennessee se dio cuenta de que esta era una metáfora de la vida del ser humano, y de ahí nació el nombre definitivo de la obra.
Los habitantes de Nueva Orleans se sienten orgullosos de este hecho y mantienen viva la presencia de Tennessee y de su obra. Aunque el tranvía ya no va por la calle Deseo, todavía se puede visitar la casa donde Tennessee terminó la obra. Un tranvía llamado Deseo no habría sido lo mismo si se hubiera ubicado en otro lugar; Nueva Orleans es parte fundamental de la historia, que le da carácter y significado al ser parte del sur de Estados Unidos y, al mismo tiempo, un punto de encuentro de diversas culturas, mezclado con un sentido básico de supervivencia, el cual se ve reflejado en sus habitantes y sus artistas.

### Tabúes

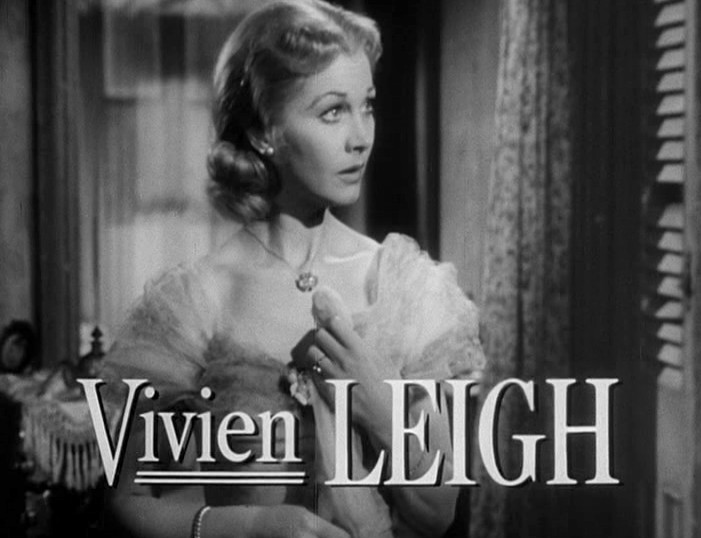
Vivien Leigh en un fotograma de la película.

Por primera vez en la historia del arte histriónico estadounidense se abordan temas antes considerados tabúes. La sexualidad masculina se presenta de manera abierta al tomar la forma brutal y natural de la virilidad de Stanley. Se cree que este personaje está basado en el amante de Tennessee de aquellos días, cuyo nombre era Pancho Rodríguez González, un hombre tosco, masculino y de mal carácter. Hasta ese momento, el papel protagonista masculino de las obras de teatro solía ser interpretado en forma elegante y caballerosa, y es aquí donde por vez primera se ve al protagonista sin camisa o con las ropas desgarradas, lo cual al mismo tiempo da la oportunidad de mostrar sus músculos y poderío físico.
La sexualidad femenina también se muestra abiertamente. Blanche habla sin tapujos de sus deseos y de su vida sexual; algunos estudiosos consideran que este personaje también tiene su inspiración en una persona de la vida real: el mismo Tennessee. En una entrevista para una estación de radio norteamericana, su hermano declaró que la similitud entre ellos se representa en su forma de ver la vida, ya que uno nunca sabía cuando Tennessee decía la verdad: "Él no decía la verdad, decía lo que debía ser verdad." Blanche dice en la obra: "A mí no me interesa la realidad, yo lo que quiero es magia".
También se aborda la bisexualidad y la homosexualidad, ya que, al descubrir Blanche que su primer marido tuvo una aventura con otro hombre, este (el marido) termina por suicidarse.
La escena más controvertida de la obra es cuando Stanley viola a Blanche. Esta escena provocó furor y admiración en su tiempo. Todas estas demostraciones de sexualidad e intensas emociones están en el centro de la obra y se presentan de forma brutal y sin censura.

### Censura e impacto en la sociedad y en los medios de comunicación
La obra se escribe en un ambiente posterior a la Segunda Guerra Mundial, cuando buena parte de la población del planeta buscaba nuevas respuestas al nuevo orden social. Europa se encontraba en un momento de confusión y trataba de encontrar sentido a normas sociales heredadas de las monarquías del siglo pasado, de la misma manera que da y ve el nacimiento a una clase social proletaria con alta capacidad de organización y necesidad migratoria. Esta es la clase que ha de forjar el futuro basado en su juventud e ilusión y que posee una fuerza y vigor al cual es difícil resistirse.
Surge una ola de inmigración de enormes dimensiones en los Estados Unidos, Latinoamérica y otras partes del mundo. Un movimiento que incluye a personas como Stan, quienes representan la juventud, la sangre nueva del progreso de las nuevas naciones, una generación que habla con honestidad y desprecia la arrogancia y las pretensiones del orden imperial, el cual decae rápidamente. Es en esos días cuando el Imperio Británico ve disminuir su influencia en el mundo y la fuerza de las sociedades comunistas es temida y admirada. Los antiguos imperios se diluyen y nuevos países forman alianzas de cooperación militar y económica.
Blanche viene del sur de los Estados Unidos, es miembro de una familia y de una sociedad que representa los valores tradicionales que se heredaron de la Europa decimonónica, su plantación tiene nombre francés, inclusive su propio nombre es francés. Este sector de la sociedad norteamericana defiende los valores heredados de aquella época como son el racismo y la intolerancia de otro tipo de vida que no sea tradicional, "educado", culto y aristócrata. Un estilo de vida que entra en crisis frente a las nuevas formas de vivir del periodo de posguerra.
Blanche personifica esta metáfora, una frágil señorita de sociedad con un pasado turbio que desea mantener oculto. Vive obsesionada por cuidar las apariencias y, sin embargo, despierta sospechas entre sus cercanos. El enfrentarse con la realidad y el ser violada por la fuerza y brutalidad, de quien desprecia y por quien se siente atraída al mismo tiempo, destruye la poca cordura que le queda, todo lo cual hace que su vida pierda el sentido y toda razón de existencia.
Un tranvía llamado Deseo es una metáfora de la condición humana, del encuentro de culturas, del conflicto y la inevitabilidad entre la vida y la muerte, el entendimiento de esta realidad y posteriormente la representación de ella hacen que la obra de Tennessee Williams tenga una influencia en la definición de la palabra Deseo en el resto de la cultura del siglo XX. A partir de esta obra las sociedades norteamericanas y del mundo empezarían a crear otras obras de teatro, películas y libros donde se abordan temas y conceptos prohibidos hasta entonces, tomando como base esta obra. La idea del deseo es forjada por los medios de comunicación.
Como es de suponer, Un tranvía llamado Deseo despertó admiración en unos y rechazo en otros. En un principio, el público de aquella época no soportaba ver la obra completa, especialmente en la escena de la violación; la gente salía del teatro a mitad de la obra. La censura intentó eliminar esta escena y modificar el argumento original, y Tennessee tuvo que hacer algunos ajustes, pero al negarse a quitar dicha escena y hacer modificaciones mayores, los miembros de la censura obligaron a que se hicieran cambios de tal forma que los personajes que cometían actos inmorales fueran debidamente castigados. Sólo así le permitirían a Tennessee seguir con su puesta en escena y posteriormente con su película. Sin embargo, estas pretensiones no tuvieron mayor cabida y no pudieron evitar el éxito de la obra; la cual con el tiempo logró marcar un referente para buena parte de las obras posteriores.

## Un tranvía llamado Éxito
A Streetcar Named Success (Un tranvía llamado Éxito) es un ensayo escrito por el propio Tennessee Williams, acerca del arte y del rol del artista en la sociedad. Por lo general, es incluido en la versión impresa de la obra Un tranvía llamado Deseo.
La primera versión de este ensayo apareció en el New York Times, el 30 de noviembre de 1947, cuatro días antes del estreno de la obra.